# 1243
1243 (MCCXLIII) fue un año común comenzado en jueves del calendario juliano.

## Acontecimientos
- Creación de la Orden de San Agustín.
- Inocencio IV sucede a Celestino IV como papa.
- Anexión del reino de Murcia a la Corona de Castilla por capitulación en el Tratado de Alcaraz.

## Nacimientos
- Jaime II el Prudente, rey de Mallorca.

## Fallecimientos
- Constanza de Castilla. Infanta de Castilla y abadesa del monasterio de las Huelgas de Burgos. Hija del rey Alfonso VIII de Castilla y de la reina Leonor de Plantagenet.